# Alonso Cano Nieto
Alonso Cano Nieto, (Mota del Cuervo, Cuenca, 23 de enero de 1711-Segorbe, Castellón, 7 de abril de 1780) fue un religioso trinitario calzado, redentor general, calificador de la Suprema, ministro provincial de Castilla de la Orden de la Santísima Trinidad, teólogo de Su Majestad en la Real Junta de la Inmaculada Concepción, censor de libros, académico de número de la Real Academia de la Historia, examinador sinodal de Toledo y Obispo de Segorbe.

## Biografía
Alonso Cano y Nieto, nació en Mota del Cuervo, Cuenca, el 23 de enero de 1711, emparentado por vía paterna con el teólogo dominico Melchor Cano Se trasladó a Madrid para ingresar en los trinitarios calzados, donde vistió el hábito trinitario en el Real Convento de la Trinidad Calzada de Madrid el 7 de enero de 1726. Realizó estudios de filosofía en Burgos y de teología en Alcalá de Henares. Una vez obtenidos los grados académicos, se le encargó la cátedra de teología del convento trinitario de Toledo y la de Sagrada Escritura en la Universidad de Toledo. Poco después fue nombrado profesor de Sagrada Escritura en el Colegio Teológico Trinitario de Alcalá de Henares y en 1744 fue elegido ministro de la Casa de Alcalá. En 1746 fue nombrado profesor de teología y Sagrada Escritura en el convento de trinitarios españoles de Roma. Cuando regresó a Madrid en 1752 fue nombrado administrador general de la Redención, redentor general y procurador de la Provincia de Castilla. Finalmente, en 1766 es elegido ministro provincial de Castilla, durante ese periodo ocupó diversos oficios eclesiales en Madrid. Entre ellos ocupó el oficio de censor de libros, que le ha hecho posteriormente conocido por su intervención para favorecer la publicación de la Historia del Famoso predicador fray Gerundio de Campazas, escrita por su amigo José Francisco de Isla.

### Redentor general de Cautivos
El 5 de abril de 1768 el rey Carlos III firmó una orden dirigida a las tres órdenes redentoras de trinitarios calzados, trinitarios descalzos y mercenarios, por la que hacía saber su voluntad de concertar un canje de cautivos argelinos por españoles, rescatando al mismo tiempo a todos los españoles que hubiese cautivos en Argel. Se nombró como redentores al provincial de los trinitarios calzados de Castilla, Fr. Alonso Cano Nieto, Juan de la Virgen, trinitario descalzo y Antonio Manuel de Artalejo, provincial de los mercedarios. Salieron los tres redentores de Madrid el 26 de agosto de 1768 y se embarcaron en Cartagena el 7 de octubre, llevando con ellos a los "moros de canje" en los navíos San Vicente; San Isidro y Santa Isabel y la fragata Santa Teresa. Tras cinco días de navegación llegaron a la bahía de Argel con los 1.246 moros para el canje, había muerto uno y 42 se quedaron enfermos en Cartagena.
Comenzó entonces el complicado rescate e intercambio de cautivos. Concluyeron las negociaciones el 9 de noviembre y el 22 del mismo mes salieron los navíos con un fuerte temporal. El 1 de noviembre hacen escala en el puerto de Palma y el 24 de noviembre llega el navío San Vicente Ferrer a Cartagena con 271 cautivos, tres días después llegan otros 496 cautivos en los barcos y fragatas San Isidro, Santa Isabel y Santa Teresa. Acompañaban a los cautivos los redentores trinitarios descalzos Juan de la Virgen, Francisco de Jesús Nazareno y José de la Virgen. Cano y Artalejo quedaron en Argel para "otros negocios".
Los "otros negocios" estaban relacionados con unas instrucciones secretas que encargaban a los redentores, una vez concluyesen los canjes y rescates en Argel, solicitasen el rescate de todos los habitantes cristianos del pueblo de Tabarca. Tabarca era una pequeña isla de Túnez, a 500 metros del litoral, cercana a la frontera con Argelia. Entre 1543 y 1741 había pertenecido a la familia genovesa de los Lomellini, sus habitantes dependían del arzobispo de Génova y tenían derechos para la pesca del coral en la zona. En junio de 1741 fueron hechos todos cautivos por los tunecinos, pero permanecieron en la isla, hasta que en 1756 los argelinos se los arrebataron y los condujeron a Argel. Era un grupo de 323 personas que habían sido distribuidos en varias poblaciones cercanas a Argel. El rescate fue cerrado el 8 de diciembre de 1768. El 23 de febrero de 1769 llegaron los barcos españoles y en la noche del 27 embarcaron todos con destino a Alicante, a donde arribaron el 4 de marzo y realizaron la acostumbrada procesión de cautivos redimidos. El 6 de marzo, el Gobernador de la ciudad fue al antiguo colegio de los jesuitas, donde se hospedaban los cautivos liberados y con los que eran originarios de Tabarca se pobló la entonces conocida como Isla Plana, frente al litoral alicantino, que pasó a denominarse desde entonces Nueva Tabarca.

### Obispo de Segorbe
El 22 de junio de 1770 el rey Carlos III lo presentó para su elección como obispo de Segorbe. Una vez obtenidas las bulas papales, fue consagrado obispo en la iglesia de los trinitarios calzados de Madrid el 21 de octubre de 1770, haciendo la entrada solemne en la diócesis el 8 de diciembre. Su primera preocupación pastoral fue la fundación del Seminario Conciliar. Él mismo elaboró las constituciones, el plan de estudios y las normas de gobierno en lo espiritual y en lo temporal. Una vez bendecido el edificio del seminario se quedó con los seminaristas para realizar diez días de ejercicios espirituales, y desde ese año, mandó a todo el clero diocesano que realizaran cada año al menos diez días de ejercicios junto con él. 
En el aspecto social también intervino con mano segura. Conociendo la miseria de la diócesis pidió ayuda D. Carlos de Borbón, Príncipe de Asturias, que le concedió 240.000 reales para remediar las parroquias pobres. De otras ayudas recibidas dotó a 51 doncellas pobres, repartió lotes de mil reales entre 50 labradores, compró trigo y otras semillas para labradores por valor de 51.000 reales, creó el hospicio y casa de misericordia de Segorbe, para pobres y necesitados, y restauró el hospital. Tuvo oportunidad de ejercer nuevamente como redentor y trinitario: el 10 de febrero de 1774 la Marquesa de Crivillas regaló para el hospital un esclavo negro llamado Miguel Faustino, fr. Alonso Cano lo aceptó pero solo para darle inmediatamente la libertad.
Realizó cuatro visitas pastorales a la diócesis, y así pudo conocer de primera mano la ignorancia religiosa de la mayoría de la gente. Fue conocido por reunir a niños y jóvenes durante las visitas para explicarles de manera sencilla la doctrina cristiana. Con el mismo fin fundó 19 escuelas de primera instrucción y a su muerte tenía proyectadas 31 más. Dejó también fundados Montes Píos para apoyar a las escuelas de hilara y telas de Segorbe, Chelva y Hitaguas. Restauró la fábrica de paños y cordellates de Alpuente. En su palacio episcopal tuvo, hasta su muerte, una escuela de niñas que se empleaban en hilar cáñamo. Con tantos proyectos poco tiempo le quedaba para hacer vida en el palacio, donde, sin embargo, siempre lo hacía con gran austeridad. De ahí que cuando el rey pidió a los obispos ayudas para cubrir los gastos de la guerra, fr. Alonso Cano respondió que sus rentas tenían otros destinos y que las empleaba en necesidades de otra naturaleza.
Escribió una obra sobre historia y economía de los ganados trashumantes llamada Cabaña Real. Siempre procuró mantener una buena biblioteca, formada con sus libros personales y los que recibió tras la expulsión de los jesuitas. De entre las ruinas de Sagunto recogió un buen número de monedas antiguas que envió a la Real Academia de la Historia y al Arzobispado de Toledo, para enriquecer sus respectivas colecciones numismáticas. No se olvidó de su Orden Trinitaria, en 1773 donó al Real Colegio de Trinitarios Calzados de Roma 500 pesos para compra de ornamentos litúrgicos, y presidió en Valencia el proceso de un milagro atribuido al entonces beato trinitario Simón de Rojas.
Tras una vida de humildad y caridad, falleció en Segorbe el 7 de abril de 1780, con 69 años de edad
| Predecesor: Blas de Arganda | Obispo de Segorbe 1770 - 1780 | Sucesor: Lorenzo Lay Anzano |